# Karl von Bomhard
Karl Eduard Christoph von Bomhard (* 2. April 1866 in München; † 25. Mai 1938 in Prien am Chiemsee) war ein bayerischer Generalmajor.

## Leben

### Herkunft
Er war der Sohn des späteren bayerischen Generals der Artillerie Theodor von Bomhard (1841–1945) und dessen Frau Anna geb. Friek (1844–1870).

### Militärkarriere
Bomhard absolvierte das Humanistische Gymnasium und trat 1883 als Freiwilliger auf Beförderung in das 3. Feldartillerie-Regiment „Königin Mutter“ der Bayerischen Armee ein. Nach dem erfolgreichen Besuch der Kriegsschule München folgte am 15. Februar 1886 seine Beförderung zum Sekondeleutnant und drei Jahre später stieg er zum Abteilungsadjutant auf. Von 1892 bis 1895 absolvierte Bomhard die Kriegsakademie, die ihm die Qualifikation für die Höhere Adjutantur und das Lehrfach aussprach. Als Premierleutnant wurde er anschließend in das 1. Feldartillerie-Regiment „Prinzregent Luitpold“ versetzt. Von 1897 bis 1898 diente Bomhard als Adjutant der 1. Feldartillerie-Brigade, wurde am 19. September 1900 Hauptmann und unterrichtete ab 1902 als Lehrer an der Artillerie- und Ingenieur-Schule. 1905 folgte seine Kommandierung in die Eisenbahn-Abteilung des preußischen Großen Generalstabs nach Berlin und ab 1906 seine Verwendung als Eisenbahn-Kommissar dort. Nachdem Bomhard am 9. März 1908 zum Major befördert worden war, wurde er im gleichen Jahr Linienkommandant in München. 1910 kehrte er in den Truppendienst zurück und wurde Kommandeur der II. Abteilung im 3. Feldartillerie-Regiment „Prinz Leopold“. Mit seiner Beförderung zum Oberstleutnant stieg Bomhard 1912 in den Regimentsstab auf. Am 23. Januar 1913 wurde er zum Kommandeur des in Nürnberg stationierten 8. Feldartillerie-Regiments „Prinz Heinrich von Preußen“ ernannt.
Diese Stellung hatte Bomhard auch bei Ausbruch des Ersten Weltkriegs inne. Nachdem sein Regiment am 2. August 1914 mobilgemacht hatte, kam es mit der 6. Feldartillerie-Brigade im Verbund mit der 6. Infanterie-Division zunächst bei den Grenzgefechten und der Schlacht in Lothringen zum Einsatz. Daran schloss sich die Schlacht vor Nancy-Epinal an, und ab 18. September 1914 lag es in den Kämpfen zwischen Maas und Mosel. Als Oberst war Bomhard 1915 zusätzlich stellvertretender Führer der 12. Infanterie-Brigade. Nachdem er am 5. Dezember 1916 sein Regiment abgegeben hatte, erhielt er das Kommando über die 5. Feldartillerie-Brigade, mit der Bomhard u. a. in der Schlacht von Arras zum Einsatz kam. Am 29. April 1917 wurde er Kommandeur der 6. Feldartillerie-Brigade und als solcher am 14. Dezember 1917 zum Generalmajor befördert.
Nach Kriegsende kehrte Bomhard in die Heimat zurück und wurde nach der Demobilisierung Anfang 1919 zur Disposition gestellt.

### Nachkriegszeit
Im Ruhestand verfasste Bomhard den 2. Teil (Januar 1917 bis Demobilisierung) der vom Bayerischen Kriegsarchiv herausgegebenen Geschichte des 8. Feldartillerie-Regiments „Prinz Heinrich von Preußen“.

### Familie
Bomhard war mit Marie Ludovika Mathilde, geborene von Heinleth (* 13. Juni 1867 in Augsburg) verheiratet. Sie war die Tochter des späteren bayerischen Generals der Infanterie und Kriegsministers Adolf von Heinleth. Aus der Ehe ging u. a. der Sohn Adolf hervor, der es im Nationalsozialismus zum SS-Gruppenführer und Generalleutnant der Polizei sowie in der Bundesrepublik Deutschland zum Bürgermeister von Prien brachte.